# Šadmot Dvora
Šadmot Dvora (hebrejsky שַׁדְמוֹת דְּבוֹרָה, anglicky: Shadmot Dvora, doslova Dvořiny Lány či Dvořiny Vinice; volně Včelí Lány), v oficiálním seznamu sídel Shadmot Devora) je vesnice typu mošav v Izraeli, v Severním distriktu, v Oblastní radě Dolní Galilea.

## Geografie
Leží Dolní Galileji, v oblasti s intenzivním zemědělstvím, v nadmořské výšce 154 metrů na zemědělsky využívané planině nedaleko hory Tavor vzdálené cca 5 kilometrů západním směrem. Na východ od obce se tato náhorní planina, která vrcholí hřbetem Har Javne'el, prudce lomí do údolí Bik'at Javne'el při vodním toku Nachal Javne'el. Od vesnice k jihu pokračuje jen mírně zvlněná krajina, kterou protéká vádí Nachal Kama. Na západníá straně se zvedají okraje pohoří Harej Nacrat (Nazaretské hory).
Vesnice se nachází cca 15 kilometrů jihozápadně od centra města Tiberias, cca 93 kilometrů severovýchodně od centra Tel Avivu a cca 45 kilometrů jihovýchodně od centra Haify. Šadmot Dvora obývají Židé, přičemž osídlení v tomto regionu je převážně židovské. Oblasti, které obývají izraelští Arabové leží dál na jih (například vesnice Kafr Misr – cca 5 kilometrů odtud) a na západ (aglomerace Nazaretu). Zhruba 2 kilometrů k severu leží město Kafr Kama, které obývají izraelští Čerkesové.
Ves je na dopravní síť napojena pomocí lokální silnice číslo 767, jež ústí do dálnice číslo 65.

## Dějiny
Obec Šadmot Dvora byla založena v roce 1939. Ves vznikla jako opevněná osada typu „hradba a věž“. Pojmenována byla podle snachy barona Edmonda Jamese de Rothschilda Dorothy neboli Dvory (její manžel byl James Armand de Rothschild). Právě Rotschild zřídil počátkem 20. století Jewish Colonization Association, která v tomto regionu založila první židovské osady a prováděla výkup pozemků včetně pozemků získaných ve 20. letech 20. století, na kterých pak byla postavena Šadmot Dvora. Vesnice se původně nazývala Omer (עומר, tedy Snop) podle jména zakladatelské skupiny osadníků. Zakladateli vesnice byli Židé původem z Německa. Založení osady vyvolalo nesouhlas britských úřadů a musely se jím zabývat úředníci i v Londýně.
V tomto prostoru se před válkou za nezávislost tedy před rokem 1948 rozkládalo několik arabských vesnic. Nejblíže k nynějšímu mošavu to byla osada Ma'dhar, cca 2 kilometry východním směrem. Během války v roce 1948 byla ovládnuta izraelskými silami a arabské obyvatelstvo z okolí uprchlo. Zástavba arabských vesnic pak byla zbořena. Po válce se do Šadmot Dvora přistěhovali i někteří židovští vojáci a počet rodin se zde zvýšil ze 40 na 80. Roku 1949 měl mošav Šadmot Dvora 132 obyvatel a rozlohu katastrálního území 6000 dunamů (6 kilometrů čtverečních).
Ekonomika mošavu je založena na zemědělství a turistickém ruchu. Část obyvatel za prací dojíždí mimo obec. V Šadmot Dvora fungují zařízení předškolní péče o děti. Základní škola je ve vesnici Giv'at Avni. V obci je k dispozici zdravotní ordinace, plavecký bazén, společenské centrum a sportovní areály. Obec prochází počátkem 21. století stavební expanzí, která sestává ze 103 stavebních parcel.

## Demografie
Obyvatelstvo mošavu Šadmot Dvora je sekulární. Podle údajů z roku 2014 tvořili naprostou většinu obyvatel v Šadmot Dvora Židé (včetně statistické kategorie "ostatní", která zahrnuje nearabské obyvatele židovského původu ale bez formální příslušnosti k židovskému náboženství).
Jde o menší sídlo vesnického typu s rostoucí populací. K 31. prosinci 2014 zde žilo 620 lidí. Během roku 2014 populace stoupla o 4,4 %.
| Rok            | 1948 | 1949 | 1961 | 1972 | 1983 | 1995 | 2001 | 2003 | 2004 | 2005 | 2006 | 2007 | 2008 | 2009 | 2010 | 2011 | 2012 | 2013 | 2014 |
| -------------- | ---- | ---- | ---- | ---- | ---- | ---- | ---- | ---- | ---- | ---- | ---- | ---- | ---- | ---- | ---- | ---- | ---- | ---- | ---- |
| Počet obyvatel | 150  | 132  | 228  | 177  | 323  | 400  | 371  | 374  | 402  | 430  | 453  | 469  | 504  | 498  | 535  | 531  | 569  | 594  | 620  |